# خوان آلفونسو باپتیستا
خوان آلفونسو باپتیستا (به انگلیسی: Juan Alfonso Baptista) (زاده ۹ سپتامبر ۱۹۷۶) بازیگر ونزوئلایی است.
از کارهای معروف او می‌توان به بازی در فیلم چهره پنهان اشاره کرد.